# Герб Лотарингии
Герб Лотарингии — официальный символ региона на северо-востоке Франции, граничащего с Бельгией, Люксембургом и Германией.

## Описание
В золотом поле червлёная перевязь, обремененная тремя серебряными алерионами.

## История
Легенда рассказывает, что три орла, которые обременяют перевязь герцогов Лотарингии, помещены в гербе во времена Готфрида Бульонского, герцога Нижней Лотарингии, который при взятии Иерусалима в 1099 году одной стрелой прострелил сразу трёх орлов в полете.
Более научно происхождение орлов можно объяснить игрой слов с буквами «ALERION» («Орел»), образующие анаграмму «LOREINA» (историческое название региона — «Lorraine»).
Согласно другой гипотезе, герб Лотарингии порожден влиянием более ранних гербов Эльзаса (герцоги Лотарингии происходили из эльзасского рода):
- орел превратился в трёх под влиянием герба Верхнего Эльзаса, где присутствуют по три короны;
- подражания перевязи возможно с гербов Нижнего и Верхнего Эльзаса;
- сочетание цветов — обращено к цветам Верхнего Эльзаса.

Возможно, орлы на перевязи Лотарингского герба появились вследствие связей со Священной Римской империей, геральдическим символом который был орёл, и домом Гогенштауфенов, символом которых были три льва.

Герб Нижнего Эльзаса
Герб Верхнего Эльзаса
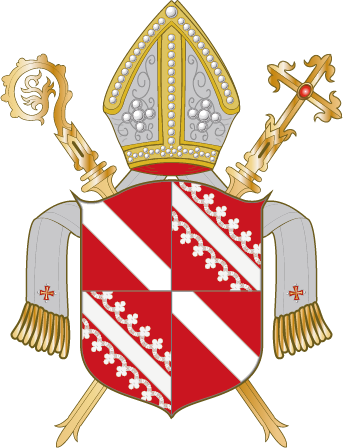
Герб Страсбургского епископства
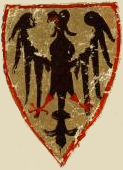
Герб  Священной Римской империей времен  Генриха VI)
Герб дома  Гогенштауфенов

Геральдические цвета и металлы герба символизируют:
- красный — храбрость, мужество, любовь, а также кровь, пролитую в борьбе;
- золото — знатность, могущество и богатство, а также добродетели: силу, верность, чистоту, справедливость, милосердие и смирение;
- серебро — благородство, откровенность, а также чистоту, невинность и правдивость.

### Великое герцогство
Герб Лотарингии является очень древним. Свидетельством этого является тот факт, что перевязь с орлами впервые появляется в 1183 году на печати герцога Лотарингии Симона II , в период становления европейской геральдики.
В следующий раз герб с орлами использовался как символ герцога Лотарингии Ферри I в 1205-1206 годах. С тех пор герб окончательно закрепляется как символ герцогства Лотарингского и герцогского рода.
В 1420 году дочь последнего герцога из прямой линии Лотарингского дома Изабелла Лотарингская вышла замуж за князя дома  Капетингов ветви  Валуа, Анжу, наследника графа Бар, Рене I Анжуйского. Новый герцог принял герб, сочетавшего символы своего рода (гербы Анжу (герцогство) и Бара) с символами рода жены.
В 1434 году после смерти бездетного старшего брата Луи III Анжуйского Рене I становится главой дома Валуа-Анжу и право на владение (и символы) Анжу и Бар.
В 1435 году бездетная королева Жанна II Неаполитанская оставляет своё наследство Рене I. Так, герцог Лотарингии становится королём  Неаполя, и получил право на герб Неаполитанского королевства с претенциозными гербами королевства  Венгрии и Иерусалима. Вследствие этого изменился герб Рене I, теперь совмещал три королевства (Венгерское, Неаполитанское и Иерусалимское) и три больших герцогства (Анжуйский, Барское и Лотарингское). 
Поскольку мать Рене I, Иоланда Арагонская, была единственной дочерью Иоанна I Арагонского, её смерть в 1443 году сделала герцога также претендентом на трон  Арагона. Однако, арагонская знать передала корону королевства младшему сыну короля Кастилии.
В 1453 умирает герцогиня Изабелла Лотарингская и трон герцога Лотарингии переходит к её сыну Иоанну II. В настоящее время герб герцогства восстановлен в первоначальном виде.
В 1473 году  Лотарингия переходит главе Водемонской ветви  Лотарингского дома Рене II (племяннику Иоанна II и сын дочери Рене I).
После смерти отца в 1480 году, Рене II наследует лишь герцогство Лотарингию и Бар, поскольку Людовик XI отнял герцогство Анжу и графство Прованс. Однако, в собственном гербе Рене II сохранил гербы утраченных родовых земель.
В 1538 от бездетных родственников жены, Рене II получил права на новые владения. Однако, французский король  Карл V отбирает наследство герцога себе. Несмотря на это, герцог Антуан (сын Рене II) размещает гербы двух потерянных герцогств на собственный герб. Так гербовый щит лотарингских герцогов начал включать гербы четырёх королевств (Венгерского,  Неаполитанского, Иерусалимского и Арагона) и четырёх герцогств (Анжуйское, Гелдернское, Юльское и Барское) со щитком  Лотарингии в центре.
Герб Лотарингии без значительных изменений использовался обладателями упомянутых земель как признак собственности до 1737 года, когда последний герцог Лотарингии из династии де Водемон Франц отказался от герцогства Лотарингии и герцогства Бар в пользу тестя короля Франции  Людовика XV Станислава Лещинского. Новый герцог употреблял как герб своих владений сочетание герба Лотарингии и Бара, а лотарингский орлов он использовал как щитодержатели собственного герба.
После смерти Станислава Лещинского в 1766 году  через дочку  Марию Лещинскую Лотарингия переходит в прямую собственность французским королям. Так, герб Лотарингии стал использоваться  в королевской геральдике вместе с гербами других королевских наследственных владений .

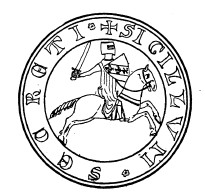
Печать герцога Ферри III (1251—1303)
Герб Рене I Анжуйского (1420—1435)
Герб Рене I Анжуйского (1435—1443)
Герб Рене I Анжуйского (1443—1453)
Герб Рене II Лотарингского (1473—1508)
Герб наследников Рене  ІІ (1508—1737)
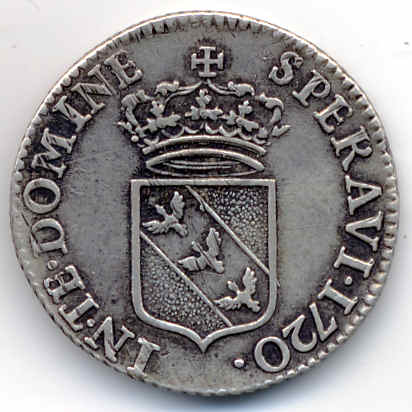
Динар герцога  Леопольда (1690—1729)
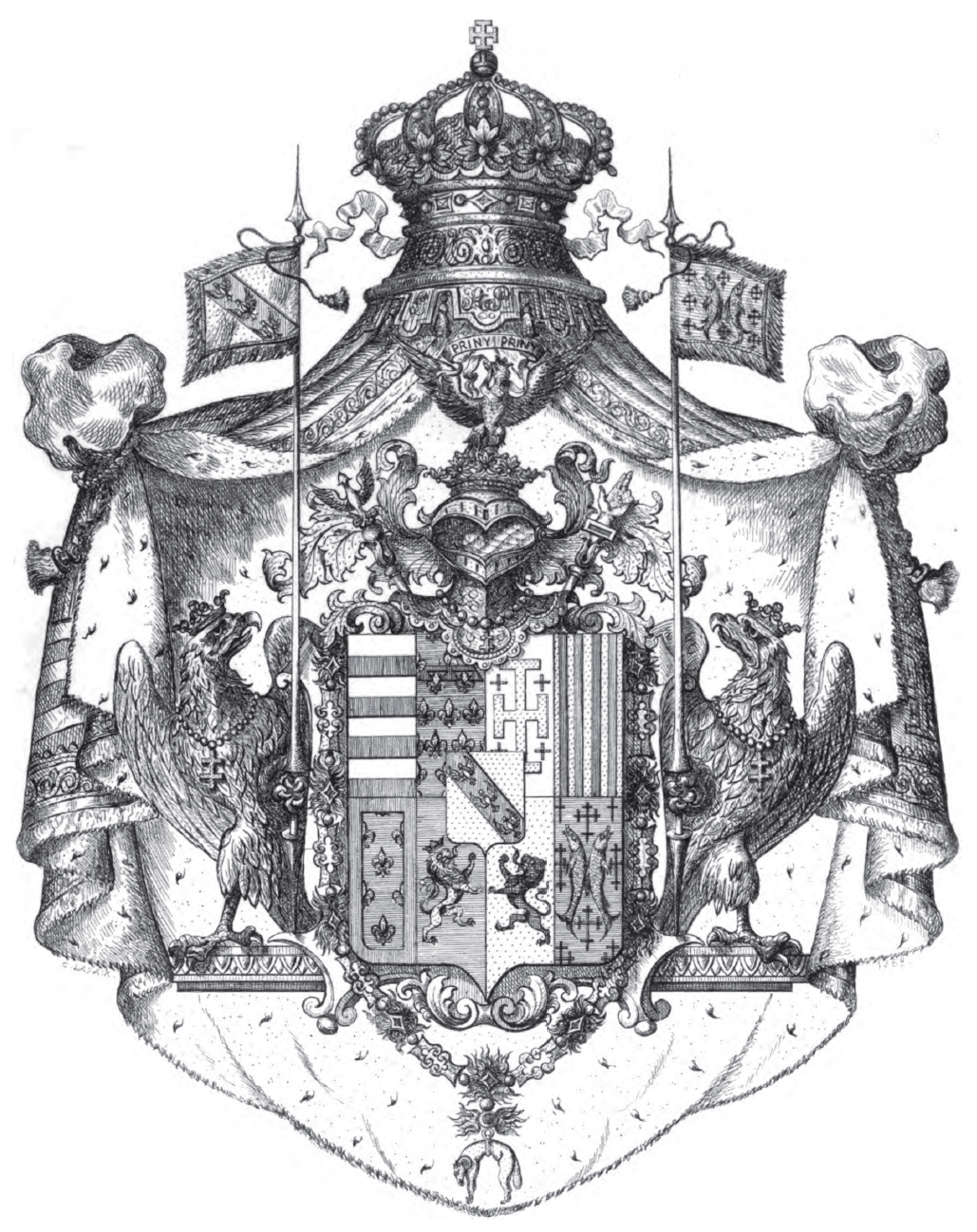
Герб Лотарингии (1697)
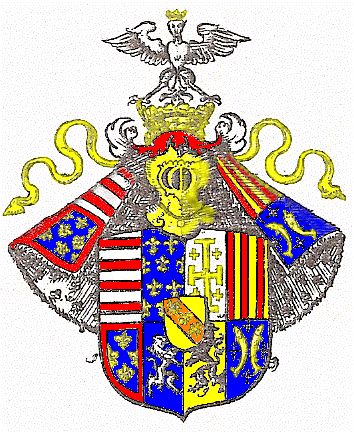
Герб Лотарингии (1703)
Герб герцога Лотарингии  Станислава Лещинского (1737—1766)

Герб Лотарингии состоял не только из щита, часто он имел и другие элементы:
- рыцарский шлем, который символизировал принадлежность владельца к рыцарскому состоянию,
- корону рыцарскую, которая могла покрывать шлем, или герцогскую, которая покрывала мантию и венчала всю композицию герба,
- нашлемник в виде орла,
- щитодержатели на базе, в виде орлов с золотыми лотарингскими крестами на груди,
- орден Золотого руна, как символ бургундского наследства,
- скипетры с "рукой правосудия" и лотарингским орлом, как символ судебных и законодательных полномочий,
- геральдические знамёна, как дополнительные геральдические символы [4].

### Имперская провинция
Включение Эльзаса и части  Лотарингии  к  Германской империи поставило вопрос герба имперской провинции. В течение 1891-1918 гг. такую функцию выполняли Большой и малый герб Эльзас – Лотарингии.
Описание малого герба: в первой четверти поля герб Верхнего Эльзаса - на красном фоне золотой перевязи влево, сопровождаемый с обеих сторон тремя золотыми коронами, во второй четверти поля герб Нижнего Эльзаса – украшен с обеих сторон белым кружевом в красном поле, в третьей половине герб Лотарингии  в золотом поле красная перевязь вправо, обремененный тремя серебряными алерионамы. Щит увенчан великокняжеской короной. Большой герб образовался наложением малого герба на грудь имперскому орлу.
Автономисты Эльзас – Лотарингии использовали альтернативный имперский герб провинции: щит увенчан княжеской короной и поддерживается двумя золотыми львами.  Замена орла на львов символизировала стремление жителей провинции более широкой автономии, а то и независимости.

Символ Лотарингии на большом гербе «имперской провинции» (1891-1918)
Символ Лотарингии на малом гербе «имперской провинции» (1891—1918)
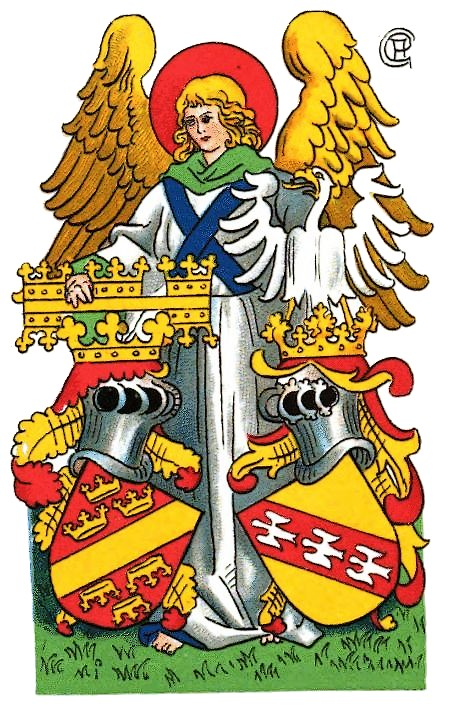
Символы Верхнего Эльзаса и Лотарингии с «Немецкого гербового календаря» (1938)

### Регион
С возвращением Восточной  Лотарингии в состав Франции, исторический герб Лотарингии используется как региональный символ вместе с другими региональными гербами.

## Логотип Лотарингии
В 1993 году герб был переосмыслен в современной графической форме художником Charlélie Couture (родился в Нанси) по просьбе Регионального совета Лотарингии, который с тех пор используется в качестве логотипа.

## Гербы департаментов Лотарингии
Региональный Лотарингии присутствует на всех гербах департаментов региона, кроме герба департамента Мёз, который происходит от герба графства Бар.

Мёз
Мёрт и Мозель
Мозель
Вогезы

## Герб Лотарингии как основа других гербов

### Земельные, городские и корпоративные гербы
- Германия: герб Лотарингии присутствовал на гербе Эльзас – Лотарингии, и как высеченный на фасаде Рейхстага в Берлине. Сегодня герб Лотарингии находятся на гербе Саара [8], и двух его районов: Мерциг-Вадерну [9] и Саарлуис.
- Англия: поскольку символ Лотарингии был на гербе  Маргариты Анжуйской (1429-1482) [10],  его использует Куинз-колледж, который она основала.
- Италия: символ Лотарингии был на гербе  Франциска III Лотарингского, великого герцога Тосканского, и флаге Великого Герцогства Тосканского в 1848 году [11][12].

Герб Саару
Герб Мерциг-Вадерну
Герб Саарлуис
Герб Квинс Колледжа (Кембридж)
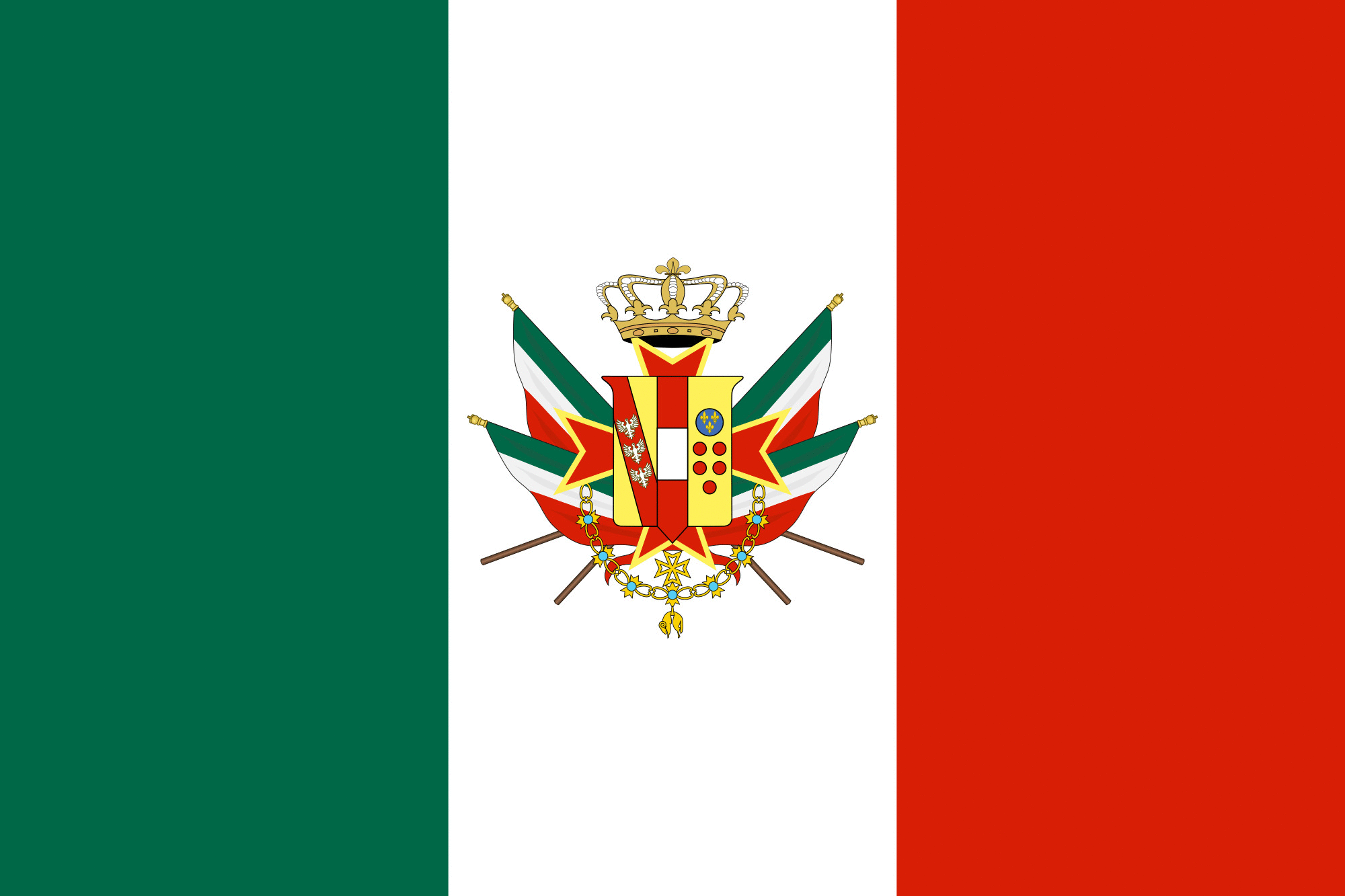
Флаг Великого Герцогства Тосканского

### Родовые гербы
Герб Лотарингии употребляться в различных ответвлениях  Лотарингского дома .  Рене II, внук Рене I, выдвинул свои права на графство Гиз ещё в 1480 году, после смерти своего деда. После смерти Рене I в 1508 году все его французские владения переходят ко второму сыну Клода. Клод де Гиз добился подтверждения своего права на владение графством Гиз Парижским парламентом в 1520 году. Род де Гиз из  Лотарингского дома использовал тогдашний герб герцогства с добавлением красного турнирного воротника. 
Также герб Лотарингии присутствовал на династическом гербе Франца I и его потомков - Габзбургив-Лотарингив .
Герб Лотарингии был на гербе брата Франца I, губернатора и генерал-капитана (наместника) Нидерландов  Карла-Александра Лотарингского. До настоящего времени герб присутствует на постаменте Карла-Александра на площади Гран-Плас в Брюсселе, и Нотр-Дам-де-Бонсурс в Брюсселе .
В благодарность за присоединение к Германии Эльзас – Лотарингии, император Германии пожаловал Бисмарку дополнительные элементы герба: геральдические знамёна Эльзаса и Лотарингии .

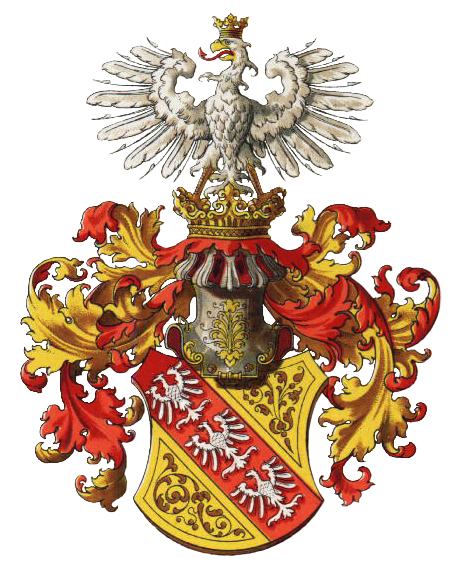
Герб Лотарингского дома
Герб Лотарингского дома (малый герб)
Герб рода Водемон из Лотарингского дома (1393—1473)
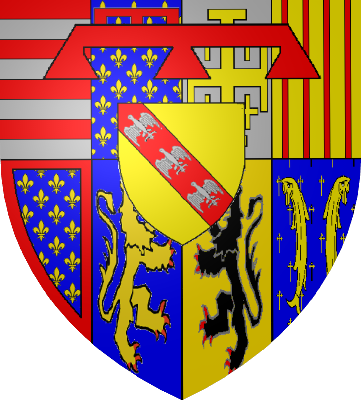
Герб рода де Гиз из Лотарингского дома (1528—1789)
Герб рода Маенн с Гизив-Лотарингский (1573-1789)
Герб рода Аумале с Гизив-Лотарингский
Герб рода Ельбеф из Гизив-Лотарингский (1554-1789)
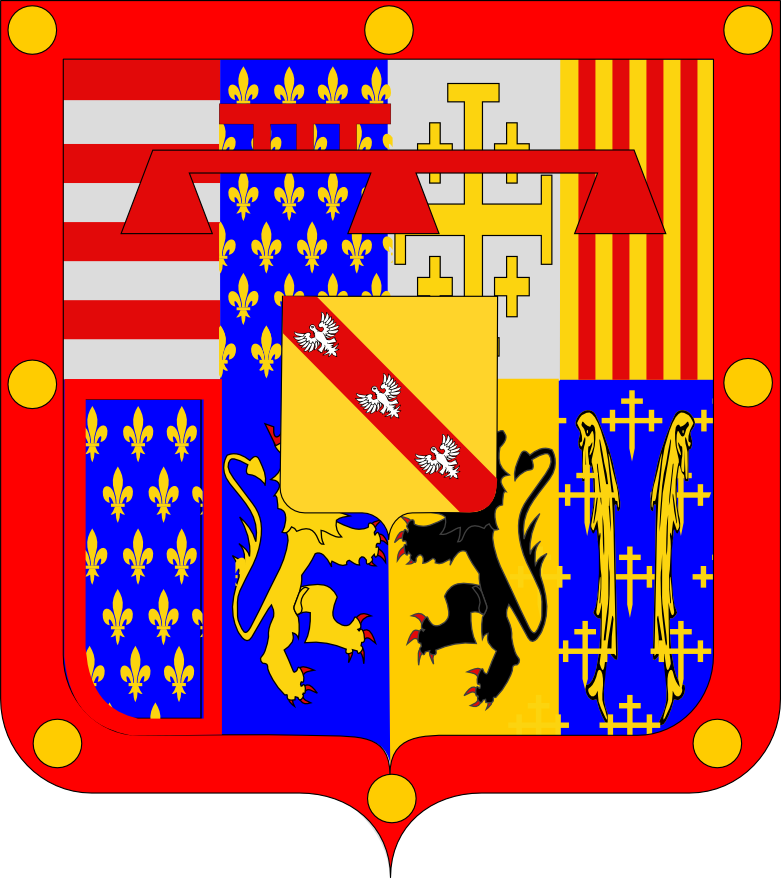
Герб рода Ельбеф-Харкорт (1583-1747)
Герб рода Меркур из Лотарингского дома
Герб рода Шеврез
Имперский герб Франца I
Герб герцога Лотарингии Станислава Лещинского (1737—1766)
Герб Габзбургив-Лотарингский
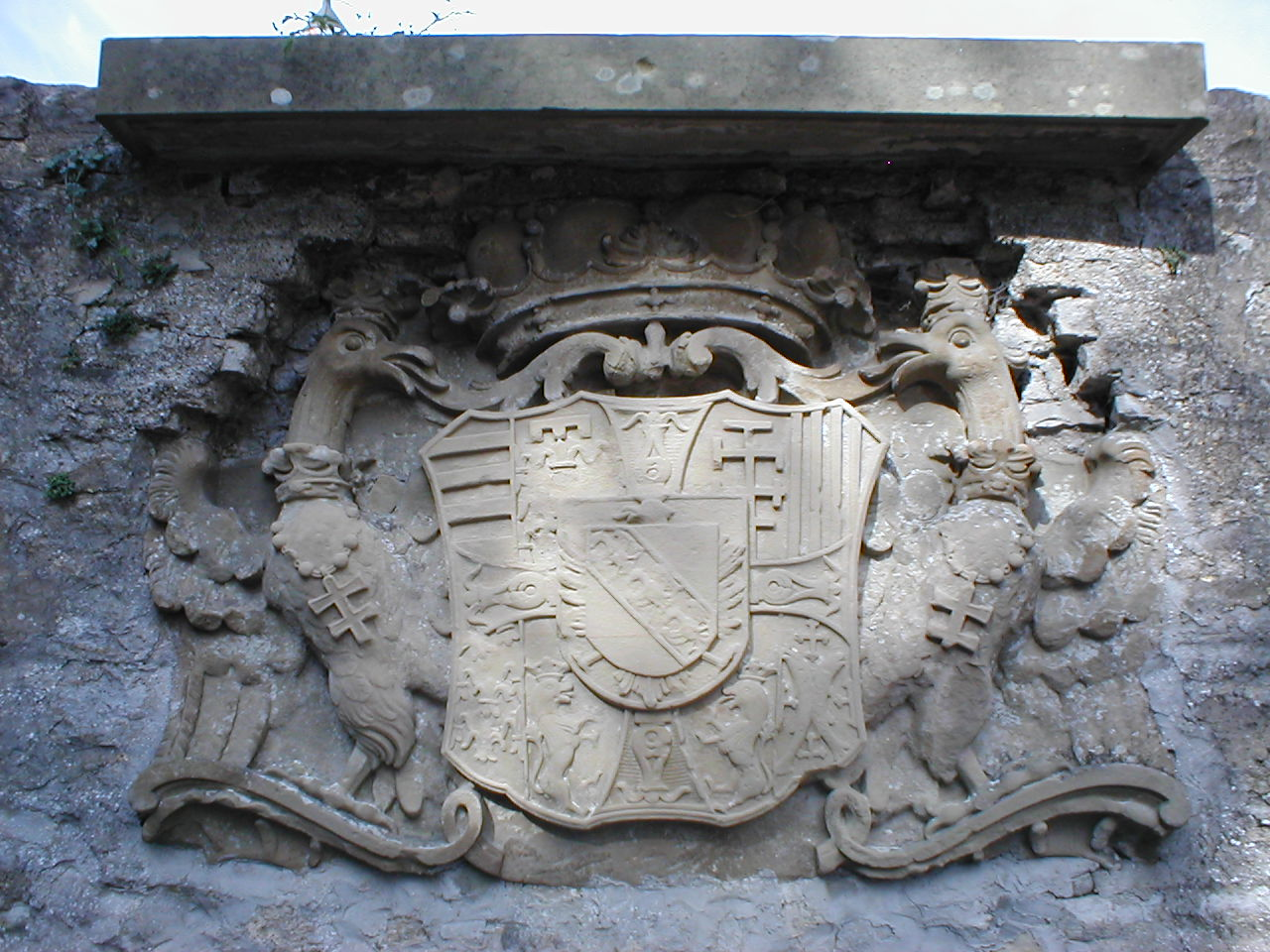
Герб  Карла-Александра Лотарингского на внешней стене замка Heuchlingen
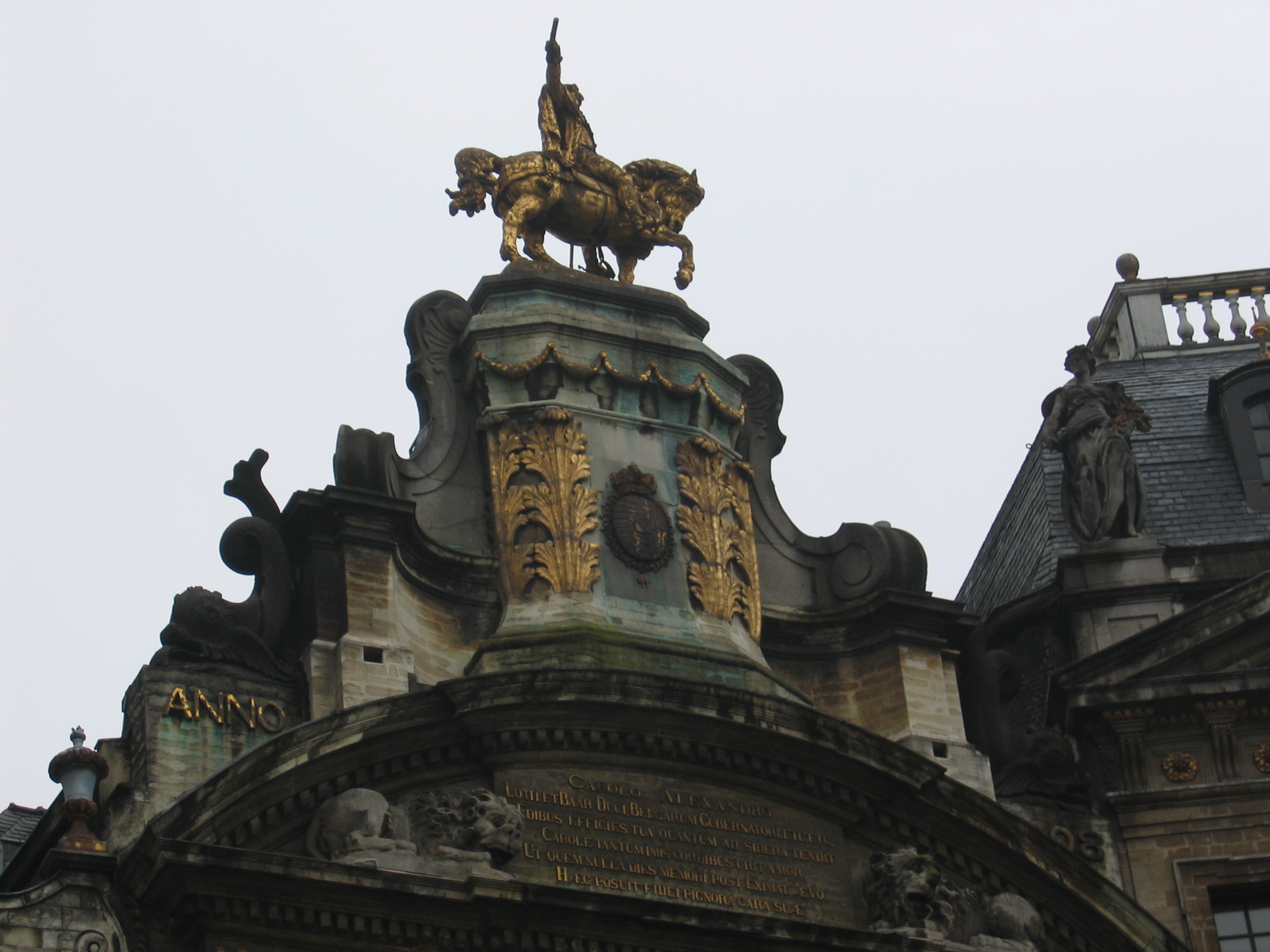
Статуя и герб  Карла-Александра Лотарингского на Гран-Плас в Брюсселе
Герб тосканской ветви Габзбургив-Лотарингских
Герб  Отто фон Бисмарка

### Церковная геральдика
Ряд представителей  Лотарингского дома занимали церковные должности. Так, лотарингский герб появился на церковной геральдике .

Кардинал Лотарингский
Карл Лотарингский (1567-1607)
Кардинал де Гиз